# آیلین ریگین
آیلین ریگین (به انگلیسی: Aileen Riggin) شناگر و شیرجه‌زن قهرمان المپیک زادهٔ ۲ مهٔ ۱۹۰۶) شناگر اهل ایالات متحده آمریکا بود.